# Léonor de Orleães-Longueville
Léonor de Orleães, Duque de Longueville (em francês:  Léonor d'Orléans, duc de Longueville; 1540 - Blois, 7 de agosto de 1573) foi um nobre francês pertencente à Casa Orleães-Longueville, ramo natural cadete da Casa de Valois. Foi Duque de Longueville, governador da Picardia e da Normandia e um dos chefes militares das Guerras religiosas em França.
Educado na religião protestante pela sua mãe Jaqueline de Rohan, regressou ao catolicismo quando tinha 25 anos. Durante as guerras religiosas, combateu nas fileiras do exército real francês. 

## Biografia
Ele era o filho de Francisco de Orleães-Longueville, Marquês de Rothelin, neto de Luís I, segundo duque de Longueville, trineto do famoso "bastardo de Orleães" João, Conde de Dunois e Conde de Longueville. A sua mãe, Jaqueline de Rohan (ca. 1520 - ca. 1587), foi uma grande dama do protestantismo francês.
Em 1551, ele herda do seu primo-coirmão Francisco III de Orleães-Longueville, morto sem descendência, o Condado de Neuchâtel, herança da sua avó paterna, Joana de Hochberg, consorte de Luís I, Duque de Longueville. O seu sobrinho, Jaime de Saboia-Nemours e Guilherme I de Nassau-Orange contestaram a sucessão da Família Orleães-Longueville em Neuchâtel; mas assim que Guilherme de Orange-Nassau se apercebe que os Suíços não o apoiariam no seu combate contra os Habsburgos, contenta-se com os feudos borgonheses da Casa de Chalon-Arlay
Léonor propõe então a Jaime de Saboia partilhar o Condado de Neuchâtel, mas os Estados Gerais do principado repudiam essa solução. A cidade livre de Berna, chamada a arbitrar a questão, sugere em 1557 que Léonor seja herdeiro único do principado mediante o pagamento de uma indemnização de 6.000 libras e a cedência de terras na Borgonha avaliadas em 2.000 libras ao seu rival Jaime.
Léonor combateu nas últimas Guerras Italianas, sendo feito prisioneiro pelos exércitos do Sacro-Império aquando da sangrenta batalha de Saint-Quentin (1557). Ele obtem do rei Carlos IX de França o título de Príncipe de Sangue. 
Léonor de Orleães-Longueville morre em Blois sendo sepultado em Châteaudun.

### Casamento e descendência
Do seu casamento, realizado em 1563, Léonor de Orleães-Longueville e Maria de Bourbon-Saint-Pol (1539-1601), Duquesa de Estouteville, nasceram seis crianças :
1. Catarina (Catherine) (1566-1638)[3], dita demoiselle d'Orléans, bemfeitora e considerada a fundadora do convento das Carmelitas de Faubourg Saint-Jacques, sem descendência[4] ;
2. Henrique I (Henri) (1568 - 1595), Duque de Longueville, com geração ;
3. Francisco III, Conde de Saint-Pol, (François) (1570 - 1631), Conde de Saint-Pol ;
4. Margarida (Marguerite), († 1615)[4], demoiselle d'Estouville, sem descendência;
5. Antonieta (Antoinette) (1572-1618), casou com Carlos de Gondi (filho do Duque de Retz, Alberto de Gondi), com geração ;
6. Leonor (Éléonore) (1573 - 1639), senhora de Gacé, feudo herdado da família materna (Estouteville), casou com Carlos de Goyon de Matignon (1564-1648), de onde descendem os Matignon-Grimaldi, Príncipes de Mónaco.

## Lista de títulos
Léonor de Orleães, foi duque de Longueville, príncipe de Châtelaillon, marquês de Rothelin, conde de Montgomery e conde de Tancarville, visconde de Abbeville, visconde de Melun, Conde-Soberano de Neuchâtel e de Valangin.

## Iconografia
- Retrato original de Léonor de Orleães, duque de Longueville (BnF/Biblioteque Nacional de France)

## Referência
1. ↑  nome próprio masculino do francês arcaico/renascimento. De acordo com fr:Léonor era a versão masculina de Éléonore/Aliénor. Não tem correspondência em português.
De acordo com https://books.google.pt/books?id=RFGxDwAAQBAJ&pg=PA249&lpg=PA249&dq=l%C3%A9onor+pr%C3%A9nom+masculin&source=bl&ots=pSzc0yuAN0&sig=ACfU3U1MUhvfPl6_rQCPmj-5pNJA1rIwjg&hl=pt-PT&sa=X&ved=2ahUKEwjz-JnpjqzpAhVwAWMBHeGZDNc4ChDoATAHegQIChAB#v=onepage&q=l%C3%A9onor%20pr%C3%A9nom%20masculin&f=false , trata-se de um nome próprio masculino com raízes normandas.
2. ↑  Guillaume Farel, 1489-1565. Biographie nouvelle, Paris e Neuchâtel, Delachaux et Niestlé, 1930, pág. 598
3. ↑  Chroniques de l'ordre des Carmélites de la réforme de Sainte-Thérèse depuis leur introduction en France, tomo 1, Imprimerie d’Anner-André, Troyes, 1846, pág. 24 ().
4. 1 2  Ouvrage collectif. 1991. Histoire du Pays de Neuchâtel, Tomo 2 - De la réforme à 1815. Edições Gilles Attinger, Hauterive, ISBN 2-88256-053-2. Arvore genealógica pág. 24/25.

- Este artigo foi inicialmente traduzido, total ou parcialmente, do artigo da Wikipédia em francês cujo título é «Léonor d'Orléans-Longueville».